# 686-й штурмовой авиационный полк
686-й штурмовой авиационный Севастопольский полк — авиационная воинская часть ВВС РККА штурмовой авиации в Великой Отечественной войне.

## Наименование полка
За весь период своего существования полк своего наименования не менял:
- 686-й ночной бомбардировочный авиационный полк[1];
- 686-й штурмовой авиационный полк[2][1];
- 686-й штурмовой авиационный Севастопольский полк[2];
- 686-й истребительно-бомбардировочный авиационный полк[2].

## История и боевой путь полка

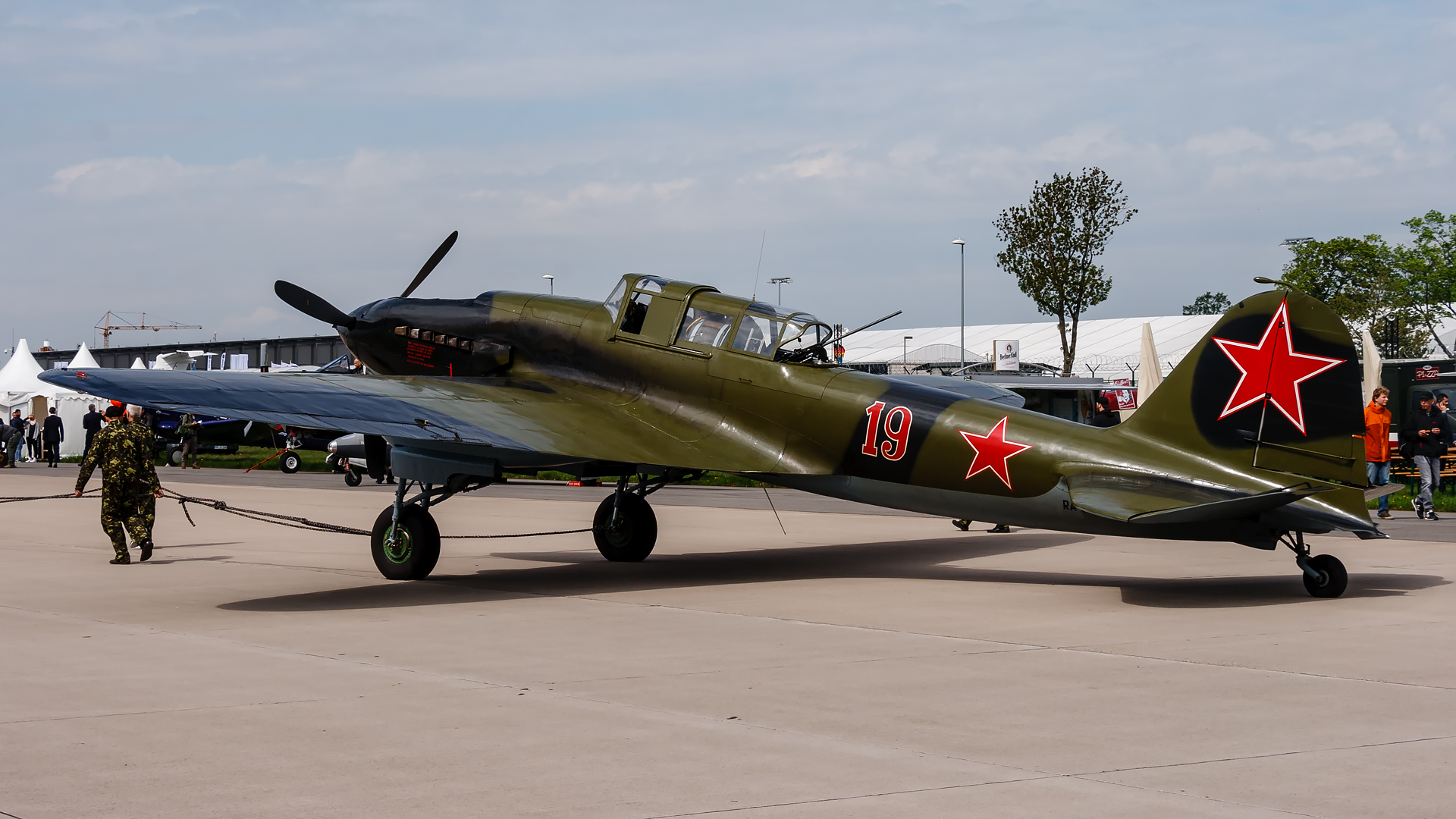
Конструкторы называли разработанный ими штурмовик Ил-2 «летающим танком», пилоты-истребители люфтваффе прозвали его «бетонным самолётом» (нем. Betonflugzeug), солдаты вермахта называли его «чумой» (нем. Schwarzer Tod, дословно: «чёрная смерть»). Штурмовик Ил-2 стоял на вооружении полка с 9 июня 1941 года.

Полк формировался осенью 1941 года, с 21 октября по 10 ноября 1941 года в Челябинске на базе Челябинской школы стрелков-бомбардиров по штату 015/185 на самолётах Р-5 ССС. 15 ноября 1941 года вошёл в состав ВВС 49-й армии Западного фронта. Базировался на аэродроме близ Лопасни. В ходе контрнаступления под Москвой поддерживал наступление наземных войск на калужском направлении. Всего на Западном фронте полк выполнил 55 дневных и 378 ночных боевых вылетов, потеряв 3 летчика и 6 самолётов.
В мае 1942 года полк выведен в тыл на переформирование в 12-й запасной авиаполк 1-й запасной авиаибригады в Чапаевск, где 15 мая 1942 года переформирован в 686-й штурмовой авиационный полк по штату 015/156 на одноместные Ил-2.
После переформирования и переучивания на одноместные Ил-2 полк в августе 1942 года перебазирован на Сталинградский фронт в состав 206-й штурмовой авиационной дивизии 8-й воздушной армии. С первых дней пребывания на Сталинградском фронте полк включился в напряжённую работу дивизии в период с 6 августа по 20 сентября 1942 года в период выхода противника на рубеж р. Дон в районе Вертячий — Калач и на рубеже р. Аксай с юга и при дальнейшем продвижении к Сталинграду. С 29 сентября по 10 ноября помимо задач нанесения штурмовых ударов по войскам и аэродромам противника за пределами города Сталинграда полк выполнял нанесения штурмовых ударов в сложных условиях уличных боёв.
С 20 ноября по 24 декабря 1942 года полк в составе дивизии содействовал наступлению войск по разгрому сталинградской группировки, взаимодействуя с подвижными частями 4-го и 13-го механизированных корпусов.
С февраля 1943 года полк вошел в состав 289-й штурмовой авиационной дивизии 8-й воздушной армии на Южном фронтах, участвуя в Котельниковской, Северо-Кавказской и Ростовской наступательных операциях.. За период боевой работы на Южном фронте полк выполнил 1356 боевых вылетов днем, понеся значительные потери: 9 летчиков и 19 самолётов.
В период с 5 по 31 марта 1943 года в составе 289-й смешанной авиадивизии 10-го смешанного авиационного корпуса находился в Резерве Ставки ВГК. Затем дивизия вновь входила в состав 8-й воздушной армии Южного фронта.
С середины июля 1943 года полк с дивизией участвует в Миусской операции, разгроме таганрогской группировки противника, освобождении Донбасса и наступлении вплоть до р. Молочная. В октябре 1943 года принимает участие в прорыве обороны противника на р. Молочная и преследовании его до Днепра. В январе — феврале 1944 года полк в составе дивизии 7-го штурмового авиакорпуса 8-й воздушной армии 4-го Украинского фронта участвовал в ликвидации никопольского плацдарма противника, содействуя войскам 3-й гвардейской армии в овладении городом Никополь и созданию плацдарма на правом берегу р. Днепр.

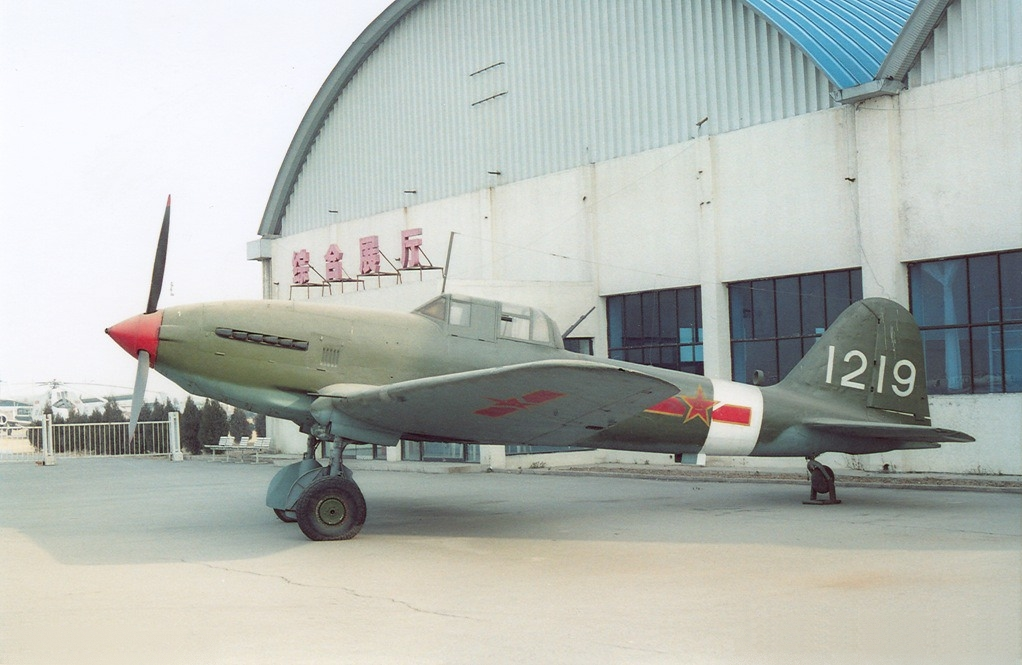
Штурмовик Ил-10 стоял на вооружении полка с конца 1945 года. На фотографии сохранившийся экземпляр самолёта в китайском музее авиации.

В апреле 1944 года участвовал в прорыве обороны противника на Перекопском перешейке и Сиваше, с 15 апреля по 10 мая содействовал наземным войскам в освобождении города Севастополь. В Крымской операции вёл боевую работу, базируясь в Подовке, в Скворцовке, а с 14 апреля — на аэродромах Крыма Старый Кудияр, Люксембург и Карачакмак, с 19 апреля — Ашага-Джамин, Биюк-Токсаба, Октоберфельд и Темеш. Полк выполнил 501 боевой вылет, понеся значительные потери: 14 экипажей и 16 самолётов. За отличие в боях при овладении штурмом крепостью и важнейшей военно-морской базой на Чёрном море городом Севастополь 24 мая 1944 года полку присвоено почётное наименование «Севастопольский».
В августе 1944 года в составе дивизии и 7-го штурмового авиакорпуса переброшен в 14-ю воздушную армию 3-го Прибалтийского фронта, где вёл боевые действия на тартусском и рижском направлениях. Затем был переброшена на 1-й Прибалтийский фронт в состав 3-й воздушной армии, где до конца 1944 года вел бои на мемельском, тильзитском и либавском направлениях. На заключительном этапе войны содействовал войскам 1-го и 2-го Прибалтийского фронтов в разгроме курляндской группировки противника.
Всего за войну полк выполнил 3631 боевой вылет днем и 43 ночью, понеся значительные потери: 52 экипажа и 73 самолёта. При этом полк уничтожил 72 самолёта противника (41 на земле и 32 в воздухе), 398 танков, 359 орудия полевой и 279 зенитной артиллерии, 4 переправы, 129 вагонов и 2637 автомашин, 11617 солдат и офицеров.
В составе действующей армии полк находился с 15 ноября 1941 года по 6 марта 1942 года (как 686-й ночной бомбардировочный авиационный полк), с 6 марта по 20 мая 1942 года, с 6 августа 1942 года по 16 мая 1944 года, с 17 августа 1944 года по 16 апреля 1945 года.
С 16 апреля и до окончания войны полк в составе дивизии и 7-го штурмового авиакорпуса находился в резерве Ставки ВГК. В сентябре 1945 года перебазировался на аэродром Дубно в Львовский военный округ в состав 14-й воздушной армии. В конце 1945 года полк получил новый самолёт Ил-10.
В 1949 году в связи с массовым переименованием 7-й штурмовой авиационный корпус переименован в 68-й штурмовой авиационный корпус, а 14-я воздушная армия в 57-ю воздушную армию. Новые переименования не коснулись ни дивизию, ни полка. В середине 1950-х годов полк получил на вооружение новый самолёт МиГ-15, который использовался в штурмовом варианте. С возникновением нового рода Фронтовой авиации — истребительно-бомбардировочной авиации, дивизия была передана в её состав, 29 апреля 1956 года поменяла свое наименование на 289-ю истребительно-бомбардировочную авиационную Никопольскую Краснознамённую дивизию, 68-й штурмовой авиакорпус расформирован в составе 57-й воздушной армии, а полк стал именоваться 686-й истребительно-бомбардировочный авиационный полк.
В мае 1957 года полк был расформирован, а дивизия взамен получила полки из состава расформировываемой 206-й истребительно-бомбардировочной авиационной дивизии.

## Командиры полка
- майор, подполковник Кулаков-Павлов Василий Николаевич, 21.10.1941 — 06.03.1942
- майор Зотов Поликарп Иванович, не вернулся с боевого задания, 03.1942 — 15.04.1944
- капитан (с июня 1944 года майор) Белов Сергей Николаевич[8]ч, 15.04.1944 — 1945

## В составе соединений и объединений
| Дата          | Фронт (округ)                                | Армия                          | Корпус                            | Дивизия                                | Примечания |
| ------------- | -------------------------------------------- | ------------------------------ | --------------------------------- | -------------------------------------- | ---------- |
| 21.10.1941 г. | Уральский военный округ                      | ВВС Уральского военного округа |                                   | Челябинская школа стрелков-бомбардиров |            |
| 11.11.1941 г. | Западный фронт                               | ВВС Западного фронта           |                                   | 31-я смешанная авиационная дивизия     |            |
| 28.11.1941 г. | Западный фронт                               | 49-я армия                     |                                   | ВВС 49-й армии                         |            |
| 06.03.1942 г. | Приволжский военный округ                    | ВВС округа                     | 1-я запасная авиационная бригада  | 12-я запасной авиационный полк         |            |
| 05.08.1942 г. | Сталинградский фронт                         | 8-я воздушная армия            |                                   | 206-я штурмовая авиационная дивизия    |            |
| 15.09.1942 г. | Юго-Восточный фронт                          | 8-я воздушная армия            |                                   | 206-я штурмовая авиационная дивизия    |            |
| 30.09.1942 г. | Сталинградский фронт                         | 8-я воздушная армия            |                                   | 206-я штурмовая авиационная дивизия    |            |
| 31.12.1942 г. | Южный фронт                                  | 8-я воздушная армия            |                                   | 206-я штурмовая авиационная дивизия    |            |
| 02.02.1943 г. | Южный фронт                                  | 8-я воздушная армия            | -                                 | 289-я штурмовая авиационная дивизия    |            |
| 31.03.1943 г. | Южный фронт                                  | 8-я воздушная армия            | 10-й смешанный авиационный корпус | 289-я штурмовая авиационная дивизия    |            |
| 21.07.1943 г. | Южный фронт                                  | 8-я воздушная армия            | 7-й штурмовой авиационный корпус  | 289-я штурмовая авиационная дивизия    |            |
| 20.10.1943 г. | 4-й Украинский фронт                         | 8-я воздушная армия            | 7-й штурмовой авиационный корпус  | 289-я штурмовая авиационная дивизия    |            |
| 16.05.1944 г. | Резерв ВГК                                   | -                              | 7-й штурмовой авиационный корпус  | 289-я штурмовая авиационная дивизия    |            |
| 01.06.1944 г. | Харьковский военный округ                    | ВВС округа                     | 7-й штурмовой авиационный корпус  | 289-я штурмовая авиационная дивизия    |            |
| 17.08.1944 г. | 3-й Прибалтийский фронт                      | 14-я воздушная армия           | 7-й штурмовой авиационный корпус  | 289-я штурмовая авиационная дивизия    |            |
| 17.10.1944 г. | 1-й Прибалтийский фронт                      | 3-я воздушная армия            | 7-й штурмовой авиационный корпус  | 289-я штурмовая авиационная дивизия    |            |
| 01.02.1945 г. | 2-й Прибалтийский фронт                      | 15-я воздушная армия           | 7-й штурмовой авиационный корпус  | 289-я штурмовая авиационная дивизия    |            |
| 01.04.1945 г. | Ленинградский фронт Курляндская группа войск | 15-я воздушная армия           | 7-й штурмовой авиационный корпус  | 289-я штурмовая авиационная дивизия    |            |
| 16.04.1945 г. | Резерв ВГК                                   | -                              | 7-й штурмовой авиационный корпус  | 289-я штурмовая авиационная дивизия    |            |
| 09.05.1945 г. | Резерв ВГК                                   | -                              | 7-й штурмовой авиационный корпус  | 289-я штурмовая авиационная дивизия    |            |
| 01.10.1945 г. | Прикарпатский военный округ                  | 14-я воздушная армия           | 7-й штурмовой авиационный корпус  | 289-я штурмовая авиационная дивизия    |            |
| 20.02.1949 г. | Прикарпатский военный округ                  | 57-я воздушная армия           | 68-й штурмовой авиационный корпус | 289-я штурмовая авиационная дивизия    |            |
| 01.04.1956 г. | Прикарпатский военный округ                  | 57-я воздушная армия           | -                                 | 289-я штурмовая авиационная дивизия    |            |

## Участие в операциях и битвах

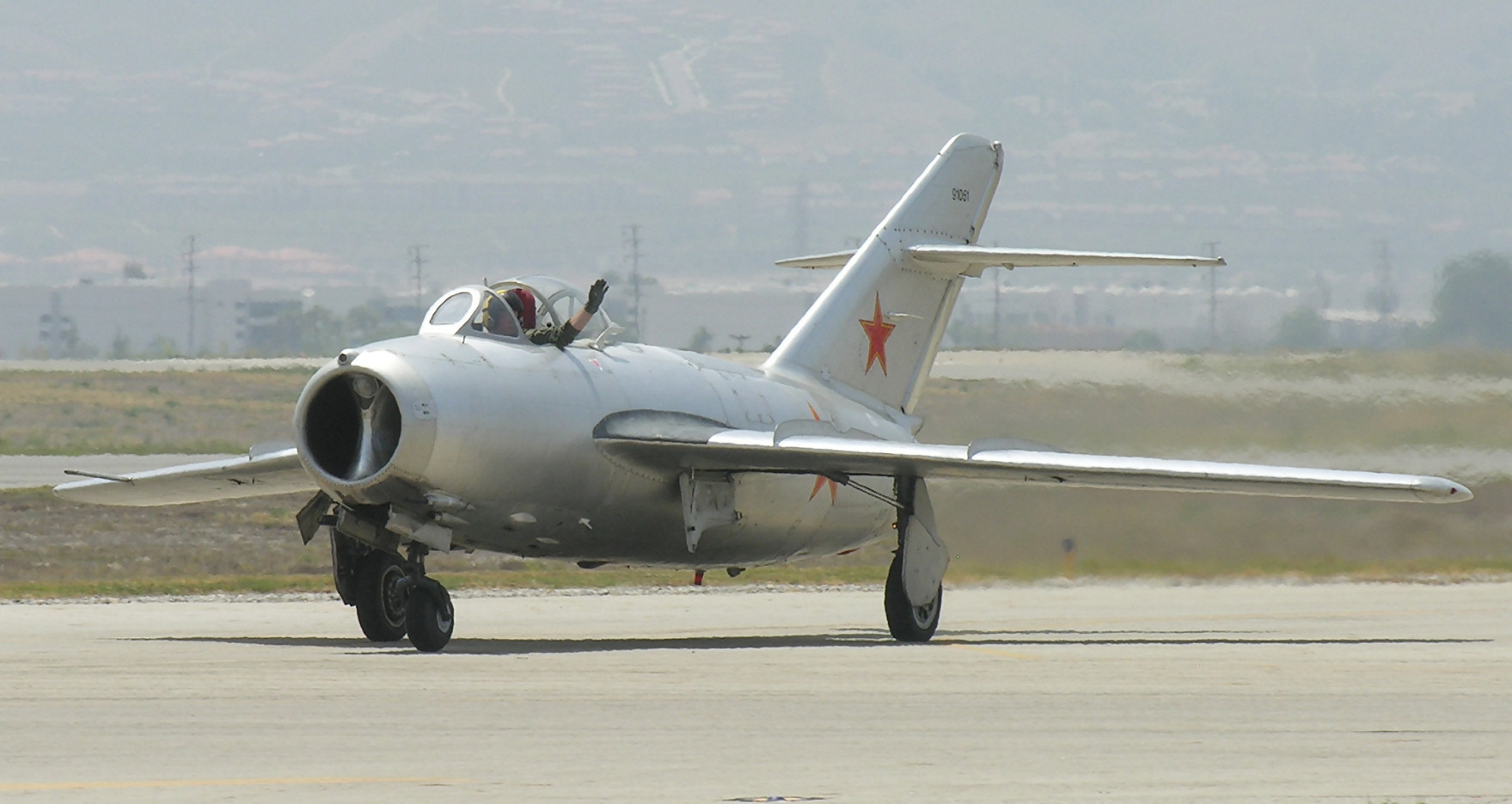
Новый МиГ-15 полк получил в начале 1950-х годов и использовал их по наземным и воздушным целям, как истребитель-бомбардировщик, положив начало новому рода авиации — истребительно-бомбардировочной авиации.

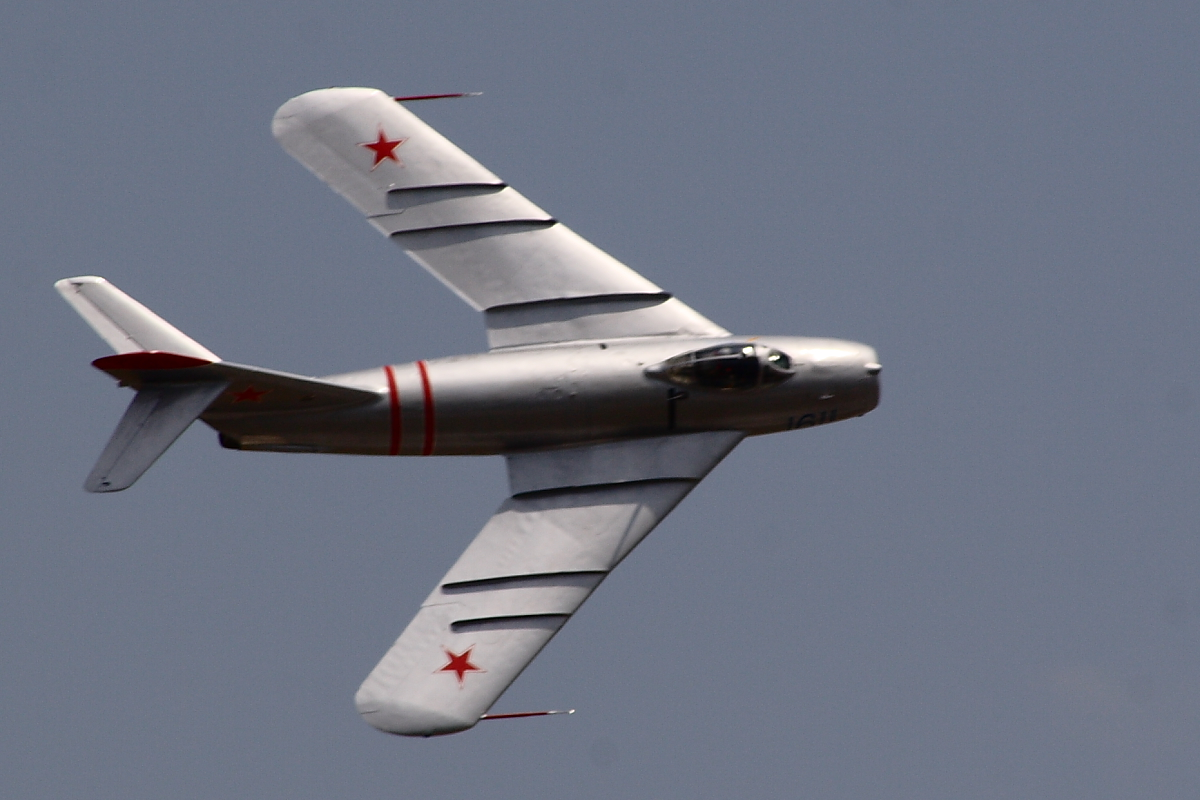
Дальнейшее оснащение истребительно-бомбардировочной авиации шло самолётами МиГ-17, которые полк получил в середине 1950-х годов.

- Приграничные сражения в Молдавии — с 22 июня по 12 августа 1941 года.
- Тираспольско-Мелитопольская операция — с 27 июля по 12 августа 1941 года.
- Уманская операция — с 16 июля 1941 года по 7 августа 1941 года.
- Харьковская операция (1941) — с 1 по 29 октября 1941 года.
- Битва за Москву:
  - Клинско-Солнечногорская оборонительная операция — с 15 ноября 1941 года по 5 декабря 1941 года.
  - Клинско-Солнечногорская наступательная операция — с 6 декабря 1941 года по 25 декабря 1941 года.
- Битва за Ленинград:
  - Демянская операция (1942) — с 16 апреля по 7 июня 1942 года.
- Сталинградская битва:
  - Сталинградская оборонительная операция — с 17 июля 1942 года по 18 ноября 1942 года.
  - Сталинградская наступательная операция — с 19 ноября 1942 года по 2 февраля 1943 года.
  - Котельниковская операция — с 12 декабря 1942 года по 30 декабря 1942 года.
- Битва за Кавказ:
  - Ростовская операция — с 1 января 1943 года по 18 февраля 1943 года.
  - Миусская операция с 21 июля 1943 года по 2 августа 1943 года.
- Донбасская операция с 13 августа 1943 года по 22 сентября 1943 года.
- Никопольская операция[9] с 26 сентября 1943 года по 5 ноября 1943 года.
- Никопольско-Криворожская операция с 30 января 1944 года по 29 февраля 1944 года.
- Крымская операция[9] с 8 апреля 1944 года по 12 мая 1944 года.
- Тартуская операция с 17 августа 1944 года по 6 сентября 1944 года.
- Прибалтийская операция с 14 сентября 1944 года по 24 ноября 1944 года.
- Рижская операция с 8 октября 1944 года по 22 октября 1944 года.

## Почётные наименования
- 686-му штурмовому авиационному полку за отличие в боях при овладении штурмом крепостью и важнейшей военно-морской базой на Чёрном море городом Севастополь Приказом НКО СССР от 24 мая 1944 года на основании приказа ВГК № 111 от 10 мая 1944 года присвоено почётное наименование «Севастопольский»[10].

## Благодарности Верховного Главнокомандующего
Воины полка особо отмечены Благодарностью Верховного Главнокомандующего:
- За прорыв обороны противника северо-западнее и юго-западнее города Шауляй (Шавли) и овладении важными опорными пунктами обороны немцев Телыпай, Плунгяны, Мажейкяй, Тришкяй, Тиркшляй, Седа, Ворни, Кельмы, а также овладении более 2000 других населенных пунктов[11].

В составе 7-го штурмового авиакорпуса воинам полка объявлены Благодарности Верховного Главнокомандующего:
- За прорыв сильно укрепленной обороны немцев на их плацдарме южнее города Никополь на левом берегу Днепра, ликвидации оперативно важного плацдарма немцев на левом берегу Днепра и овладении районным центром Запорожской области — городом Каменка, а также занятием более 40 других населенных пунктов[12].
- За отличие в боях при прорыве сильно укрепленной обороны противника на Перекопском перешейке, овладении городом Армянск, выход к Ишуньским позициям, форсировании Сиваша восточнее города Армянск, прорыве глубоко эшелонированной обороны противника в озерных дефиле на южном побережье Сиваша и овладении важнейшим железнодорожным узлом Крыма — Джанкоем[13].
- За отличие в боях при овладении штурмом крепостью и важнейшей военно-морской базой на Чёрном море городом Севастополь[10].
- За отличие в боях при овладении штурмом городом и крупным узлом коммуникаций Тарту (Юрьев-Дерпт) — важным опорным пунктом обороны немцев, прикрывающим пути к центральным районам Эстонии[14].
- За отличие в боях при овладении городом и крупным железнодорожным узлом Валга — мощным опорным пунктом обороны немцев в южной части Эстонии[15].

## Отличившиеся воины
- Борисов Пётр Сергеевич, старший лейтенант, заместитель командира эскадрильи 686-го штурмового авиационного полка 289-й штурмовой авиационной дивизии 7-го штурмового авиационного корпуса 15-й воздушной армии Указом Президиума Верховного Совета СССР 15 мая 1946 года удостоен звания Герой Советского Союза. Золотая Звезда № 8255.
- Комлев Пётр Александрович, старший лейтенант, командир звена 686-го штурмового авиационного полка 289-й штурмовой авиационной дивизии 7-го штурмового авиационного корпуса 3-й воздушной армии Указом Президиума Верховного Совета СССР 23 февраля 1945 года удостоен звания Герой Советского Союза. Посмертно.
- Кочетков Николай Павлович, старший лейтенант, заместитель командира эскадрильи 686-го штурмового авиационного полка 206-й штурмовой авиационной дивизии 8-й Воздушной Армии Указом Президиума Верховного Совета СССР от 5 ноября 1942 года удостоен звания Герой Советского Союза. Золотая Звезда № 2636. Первоначально звание было присвоено посмертно.
- Сухарев Евстафий Андреевич, лейтенант, командир звена 686-го штурмового авиационного полка 289-й штурмовой авиационной дивизии 7-го штурмового авиационного корпуса 8-й воздушной армии Указом Президиума Верховного Совета СССР 2 августа 1944 года удостоен звания Герой Советского Союза. Золотая Звезда № 4164.
- Тараканчиков Николай Ильич, старший лейтенант, заместитель командира эскадрильи 686-го штурмового авиационного полка 289-й штурмовой авиационной дивизии 7-го штурмового авиационного корпуса 8-й воздушной армии Указом Президиума Верховного Совета СССР 1 ноября 1943 года удостоен звания Герой Советского Союза. Золотая Звезда не вручена в связи с гибелью.
- Топорков Яков Николаевич, капитан, штурман 686-го штурмового авиационного полка 206-й штурмовой авиационной дивизии 8-й Воздушной Армии Указом Президиума Верховного Совета СССР от 1 мая 1943 года удостоен звания Герой Советского Союза. Золотая Звезда № 958.
- Хальзов Виктор Степанович, младший лейтенант, старший лётчик 686-го штурмового авиационного полка 206-й штурмовой авиационной дивизии 7-го штурмового авиационного корпуса 8-й воздушной армии Указом Президиума Верховного Совета СССР 24 мая 1943 года удостоен звания Герой Советского Союза. Золотая Звезда № 960.